# 시스테인 설핀산
시스테인 설핀산(영어: cysteine sulfinic acid) 또는 3-설피노-L-알라닌(영어: 3-sulfino-L-alanine)은 설핀산을 작용기로 가지고 있는 아미노산이다. 시스테인 설핀산은 물에 녹는 흰색 고체이다. 시스테인 설핀산은 시스테인 대사 과정에서의 대사 중간생성물이다. 시스테인 설핀산은 단백질 생성 아미노산은 아니지만, 번역 후 변형 과정에서 생성된다.
시스테인 설핀산은 시스테인으로부터 유래한다. 시스테인은 시스타티오닌 γ-분해효소에 의해 시스타티오닌으로부터 생성된다. 시스테인은 시스테인 설핀산 경로로 들어가서 시스테인 이산소화효소에 의해 산화되어 시스테인 설핀산을 형성한다. 시스테인 설핀산은 설피노알라닌 탈카복실화효소에 의해 탈카복실화되어 하이포타우린을 생성하며, 하이포타우린은 하이포타우린 탈수소효소에 의해 산화되어 타우린을 생성한다. 시스테인 설핀산을 잔기로 가지고 있는 단백질은 일부 나이트릴 수화효소들의 활성 부위에서 발견된다.
|  |

## 같이 보기
- 시스테인 대사